# Hector Leroux

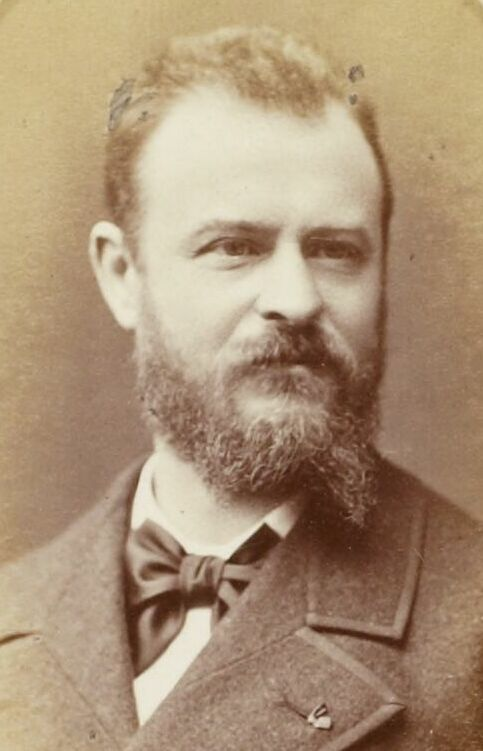
Louis Hector Leroux

Hector Leroux (* 27. Dezember 1829 in Verdun; † 11. November 1900 in Angers) war ein französischer Perückenmacher und Genre- und Historienmaler.

## Leben
Leroux verließ im Alter von zwölf Jahren die Brüder der christlichen Lehre (Doktrinarier), um den Beruf des Perückenmachers zu erlernen. Diesen Beruf übte er bis 1848 aus. Die Freizeit, die ihm seine Ausbildung ließ, nutzte er, um einen öffentlichen Zeichenkurs zu besuchen. Er gewann dort mehrmals den ersten Preis, so dass der Generalrat des Départements Meuse ihm im Jahr 1848 eine Pension von 600 Francs gewährte, um nach Paris zu gehen und dort sein Studium fortzusetzen. Leroux trat am 5. April 1849 in die École des Beaux-Arts ein und kam in das Atelier des Historienmalers François-Édouard Picot. Nach seinem dritten Jahr bei Picot schenkte Leroux seiner Heimatstadt ein Gemälde. Dadurch wurde ihm eine Unterstützung für weitere drei Jahre zuteil, so dass er die Kosten seines Studiums und seines Aufenthalts in Paris damit bestreiten konnte. Als die Zahlungen eingestellt wurden verdiente er sich seinen Lebensunterhalt durch die Anfertigung von Kopien im Museum, mit Illustrationen oder Retuschen für die Fotografie.
Leroux konnte im Jahr 1857 mit einer Auferstehung des Lazarus (französisch la Résurrection de Lazare) einen Prix de Rome 2. Klasse gewinnen. Er erhielt zudem von der Regierung den Auftrag eine Kopie von Tizians Werk Amour sacré et Amour profane anzufertigen. So kam er nach Rom, wo er auch für Privatpersonen mehrere Kopien anfertigte. 1863 erhielt er endlich die Möglichkeit seinen Lebensunterhalt auf andere Weise zu verdienen, da er mit seinen Gemälden Offrande à Hygie und Vestale, die er an den Salon de Paris schickte, großen Erfolg hatte. 1864 wurde sein Colombarium für das Musée du Luxembourg erworben. Leroux wurde mehrfach mit Medaillen ausgezeichnet. Am 9. August 1877 wurde er zum Ritter der Ehrenlegion ernannt. Er war mit dem Maler Jean-Jacques Henner befreundet, der mehrere Bildnisse von Angehörigen seiner Familie anfertigte.

## Familie

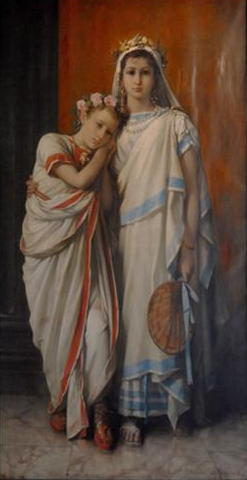
Die Kinder des Künstlers in römischen Gewändern (1888)

Leroux war ein älterer Bruder von Eugène Leroux. Er war verheiratet und hatte mindestens zwei Kinder:
- Laura Leroux, oder Maria Laura Desiderata Le Roux (1872–1936) ⚭ Louis Révault, wurde Bildnismalerin.[4][5][6]
- Nicolas Le Roux (* um 1874)

## Werke

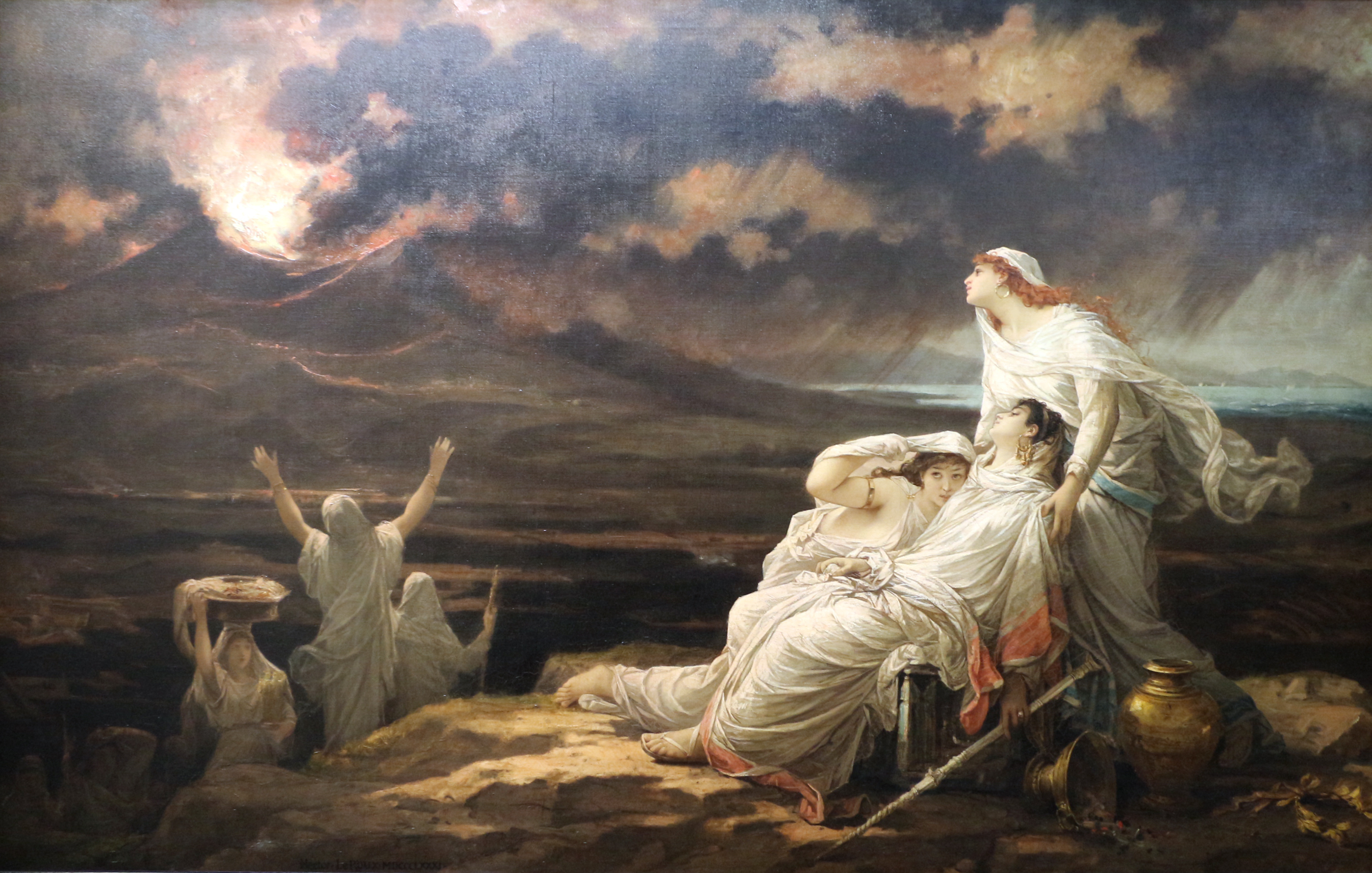
Der Untergang von Herculaneum

Leroux schilderte mit Vorliebe Szenen aus dem altgriechischen und altrömischen Leben in kühler akademischer Manier.
- 1863: Une nouvelle Vestale (Museum in Verdun)
- 1864: Leichenbegängnis im Kolumbarium des Hauses der Cäsaren zu Rom (französisch Funérailles au Columbarium de la maison des Césars, porte Capène à Rome)
- 1868: Messalina (nach Juvenals sechster Satire)
- 1869: Le Miracle de la bonne déesse
- 1874: Die Vestalin Tuccia (Museum in Washington)
- 1876: Begräbnis des Themistokles
- 1877: Die Danaiden
- 1881: Der Untergang von Herculaneum am 23. August 79